# Verhoogd bed

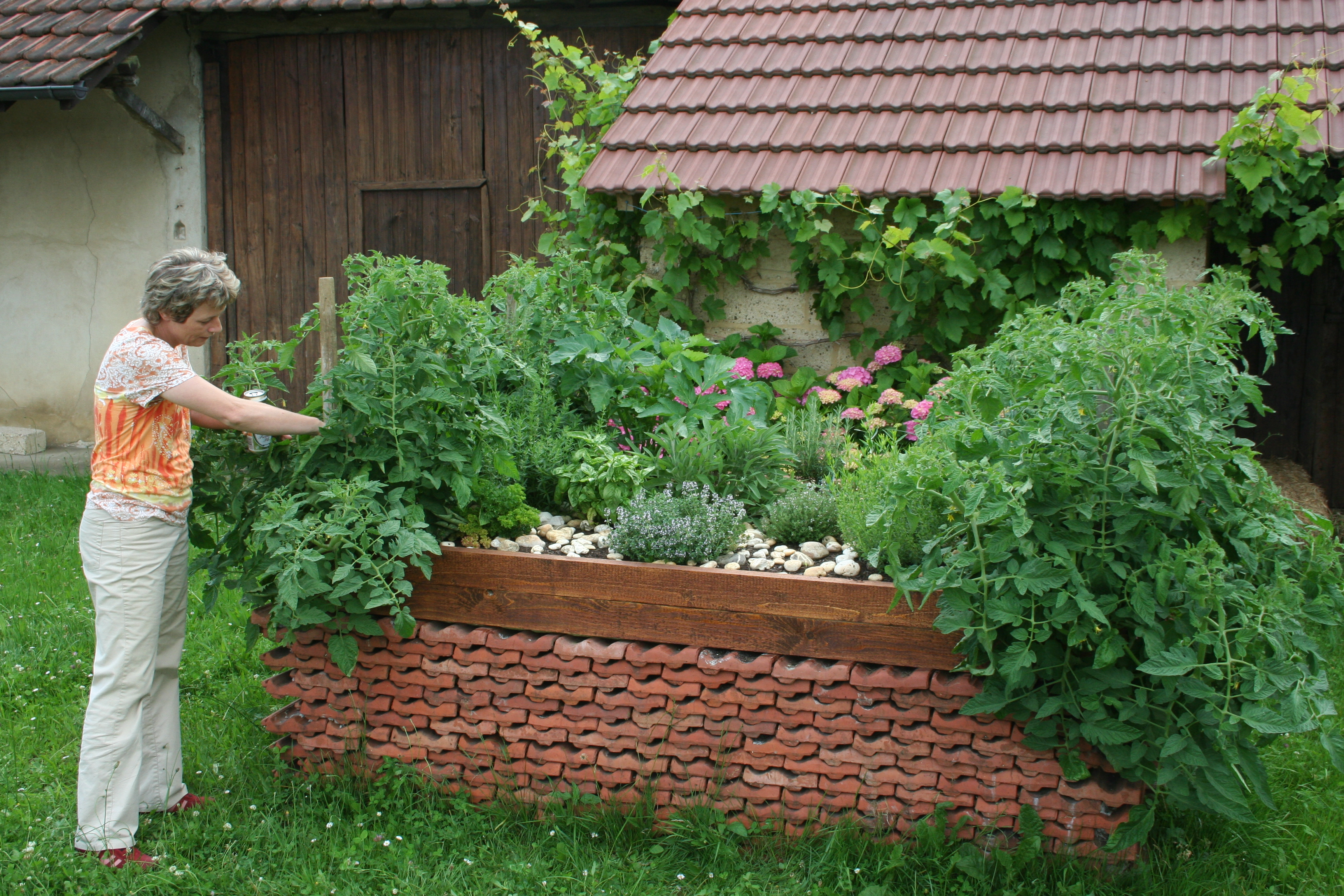
Verhoogd bed van planken en dakpannen

Een verhoogd bed / kweektafel is een constructie die in de tuinbouw gebruikt wordt. Het bestaat uit meerdere wanden, waartussen de aarde - vaak in verschillende lagen met composteerbaar materiaal of grasplaggen - opgehoogd wordt. Een variant is de broeibult of heuvelbed.

## Bouwwijze
Verhoogde bedden zijn meestal tussen 25 en 100 cm hoog. Een breedte van 1,2 tot 1,5 meter is gebruikelijk vanwege de bereikbaarheid, de lengte kan vrij gekozen worden. De wanden bestaan meestal uit hout, kunststof, kokosmatten of metaal. Vaak worden ook afneembare ramen uit glas of plexiglas in het voorjaar ingezet.

## Voordelen
- Ergonomie: door de hoogte zijn aarde en planten beter bereikbaar en kan bukken worden vermeden
- Onkruid: doordat zich spontaan uitzaaiend onkruidzaad meestal de dieper gelegen delen van de tuin vindt, komt onkruid in verhoogde bedden minder voor
- Groei: door de warmte die door composteerbaar materiaal in de diepere lagen ontstaat, wordt de groei van de planten gestimuleerd
- Ongedierte: met een aangepaste rand kan het intreden van slakken vermeden worden, bij voldoende hoogte ook vraat door konijnen en hazen

## Nadelen
- Prijs: in zoverre materiaal aangeschaft moet worden, zijn de kosten hoger dan bij een normaal bed of heuvelbed
- Bewatering: door de hoogte wordt minder water uit de ondergrond onttrokken, zodat extra bewatering meestal noodzakelijk is
- Ongedierte: woelmuizen en andere muizen vinden in verhoogde bedden vaak ideale omstandigheden voor de nestbouw; hiertegen kan een fijn gaas op de bodem uitgelegd worden
- Bevriezing: In de winter bevriest de grond gemakkelijker dan bij een grondgebonden bed

## Appendix
1. ↑  Tuinkrant, Groenten in de tuin: het verhoogde bed of heuvelbed. Geraadpleegd op 12 september 2021.
2. ↑  (de) Claudia Spickler en Heiko Spilker, Hochbeet bauen – so funktioniert's. Schöner wohnen. Geraadpleegd op 12 september 2021.